# Tiggarsvampmal
Tiggarsvampmal (Agnathosia mendicella) är en fjärilsart som beskrevs av Michael Denis och Schiff. 1775. Tiggarsvampmal ingår i släktet Agnathosia och familjen äkta malar. Enligt den finländska rödlistan är arten nära hotad i Finland. Arten är reproducerande i Sverige. Artens livsmiljö är naturlundskogar. Inga underarter finns listade i Catalogue of Life.